# Allainville (Eure-et-Loir)
Allainville is een gemeente in het Franse departement Eure-et-Loir (regio Centre-Val de Loire) en telt 146 inwoners (2005). De plaats maakt deel uit van het arrondissement Dreux.

## Geografie
De oppervlakte van Allainville bedraagt 5,4 km², de bevolkingsdichtheid is 27,0 inwoners per km².
De onderstaande kaart toont de ligging van Allainville (Eure-et-Loir) met de belangrijkste infrastructuur en aangrenzende gemeenten.

## Demografie
Onderstaande figuur toont het verloop van het inwonertal (bron: INSEE-tellingen).